# Макаров, Владимир Витальевич
Владимир Витальевич Макаров (2 октября 1935 − 29 июня 2020) — российский учёный, профессор, ректор Севмашвтуза (Северодвинского филиала Санкт-Петербургского государственного морского технического университета) (1988—2006).

## Биография
Родился 2 октября 1935 года.
Окончил с отличием Ленинградский кораблестроительный институт (1959). Работал на судостроительном заводе в Комсомольске-на-Амуре: мастер, старший мастер, заместитель начальника сборочно-монтажного и сборочно-сварочного цехов. В 1965—1968 гг. учился в аспирантуре ЛКИ, которую окончил с защитой кандидатской диссертации.
С 1968 по 1981 год в Политехническом институте Комсомольска-на-Амуре: старший преподаватель, доцент, декан факультета, проректор. В 1979 году защитил докторскую диссертацию, в 1983 году присвоено учёное звание профессора.
В 1981 году переехал в Северодвинск, работал в Севмашвтузе: доцент, затем профессор кафедры «Судостроительное производство», проректор по учебной, научной работе. С 01.12.1986 года заведующий кафедрой судостроительного производства и сварки, которой руководил до 30.03.2006 года.
С 17 октября 1988 года ректор Севмашвтуза, занимал эту должность до марта 2006 года. В период его руководства количество кафедр возросло с 11 до 25, количество факультетов — с 3 до 5. Стала вестись подготовка по многим новым специальностям.
Автор более 150 печатных работ в области технологии судостроения.
Заслуженный деятель науки РФ (1998), Почётный работник высшего профессионального образования (2005).
С 2006 года на пенсии, жил в Санкт-Петербурге, где и умер 29 июня 2020 года.

## Сочинения
- Принципы ГАП при техническом перевооружении сборочно-сварочных цехов : [Учеб. пособие] / В. В. Макаров, Н. Я. Титов, В. М. Новиков; Ленингр. кораблестроит. ин-т. - Л. : ЛКИ, 1986. - 91 с. : ил.; 20 см.